# Rimouski Océanic
Rimouski Océanic (francouzsky Océanic de Rimouski) je kanadský juniorský klub ledního hokeje, který sídlí v Rimouski v provincii Québec. Od roku 1995 působí v juniorské soutěži Quebec Major Junior Hockey League. Založen byl v roce 1995 po přestěhování týmu Saint-Jean Lynx do Rimouski. Své domácí zápasy odehrává v hale Colisée de Rimouski s kapacitou 5 062 diváků. Klubové barvy jsou královská modř, bílá a námořnická modř.
Nejznámější hráči, kteří prošli týmem, byli např.:Rene Vydareny,Juraj Kolnik,Tomáš Malec, Vincent Lecavalier, Sidney Crosby, Michael Frolík, Brad Richards, Petr Straka, Michal Sersen nebo Jan Košťálek.

## Úspěchy
- Vítěz Memorial Cupu ( 1× )
  - 2000
- Vítěz QMJHL ( 3× )
  - 1999/00, 2004/05, 2014/15

## Přehled ligové účasti
Zdroj: 
- 1995–1999: Quebec Major Junior Hockey League (Diliova divize)
- 1999–2005: Quebec Major Junior Hockey League (Východní divize)
- 2005–2006: Quebec Major Junior Hockey League (Západní divize)
- 2006–2008: Quebec Major Junior Hockey League (Telusova divize)
- 2008– : Quebec Major Junior Hockey League (Východní divize)